# Ernestokokenia
Ernestokokenia — вимерлий рід ссавців, що належить до Didolodontidae. Він жив у ранньому та середньому еоцені, а його скам'янілості були виявлені в Південній Америці.

## Опис
Цей рід відомий лише по зубах, і тоді неможливо відновити його точний вигляд. Порівняно з подібними та більш відомими тваринами, такими як Didolodus, його розмір становить від 60 сантиметрів до метра. Ernestokokenia характеризувався дуже простими молярами та премолярами з бунодонтною структурою, схожою на таку у Didolodus. Верхній третій і четвертий моляри мали різну форму і не мали мезостилю. Губний і мовний пояси були добре розвинені.